# Austreberta Hilda Escobedo Ocaña
Austreberta Hilda Escobedo Ocaña (Ciudad de México, 10 de marzo de 1958) es una estudiante, maestra popular, activista y defensora de derechos humanos mexicana. Se desconoce su paradero desde el 31 de diciembre de 1981 tras ser detenida y desaparecida forzadamente por integrantes de la Dirección Federal de Seguridad (DFS) de México o por el grupo paramilitar conocido como Brigada Blanca.

## Biografía
Hasta su desaparición cursaba el último año en la Escuela Superior de Economía, participó en el Centro Libre de Experimentación Teatral y Artística, era parte de la organización comunitaria en Milpa Alta. Colaboró en la fundación de la Coordinadora Nacional Plan de Ayala, y a partir de 1979 comenzó a viajar dentro del país como activista política en busca de sumar esfuerzos y generar un cambio.  También impartía clases en la Telesecundaria Benito Juárez García no. 09 en Naucalpan de Juárez.
El 31 de diciembre de 1981 tras cuidar a sus hermanos, salió en la mañana y nunca regresó. Fue detenida y desaparecida por integrantes de la DFS o por el grupo paramilitar Brigada Blanca, ambas fuerzas comandadas por Miguel Nazar Haro. Pese a las demandas que sus familiares realizaron y la búsqueda por parte de su madre, Doña Acela Ocaña del Comité Eureka, hasta  2025 no han tenido respuesta. No obstante, personas que también estuvieron desaparecidas confirmaron que la vieron en centros clandestinos de detención y tortura entre 1983 y 1984. 